# Cathédrale de la Sainte-Trinité de Buenos Aires
Cette  cathédrale n’est pas la seule cathédrale de la Sainte-Trinité.
La cathédrale de la Sainte-Trinité (en espagnol : Catedral de la Santísima Trinidad) est une cathédrale orthodoxe russe de Buenos Aires en Argentine.